# Asota concinnula
Asota concinnula is een vlinder uit de familie spinneruilen (Erebidae). De wetenschappelijke naam is voor het eerst geldig gepubliceerd in 1878 door Mabille.
De soort komt voor in tropisch Afrika.